# Super Bowl XVII
Super Bowl XVII var den 17:e upplagan av Super Bowl, finalmatchen i amerikansk fotbolls högsta liga, National Football League, för säsongen 1982. Matchen spelades den 30 januari 1983 mellan Miami Dolphins och Washington Redskins, och vanns av Washington Redskins. De kvalificerade sig genom att vinna slutspelet i konferenserna American Football Conference respektive National Football Conference. Värd för Super Bowl XVII var Rose Bowl i Pasadena i Kalifornien.
Under säsongen så hindrades ligan av en spelarstrejk, och lagen hann bara spela nio matcher. Miami Dolpins och Washington Redskins spelade Super Bowl VII mot varandra tio år tidigare.  